# Gaius Asinius Gallus
Gaius Asinius Gallus (41 v.Chr. - 33 n. Chr) was een ambitieus Romeins senator met familiebanden met het Julisch-Claudische dynastie en een zoon van Gaius Asinius Pollio. Hij was consul ordinarius in 8 v.Chr.. Tussen 6 en 5 v.Chr. was hij proconsul van de provincia Asia. Hij was mogelijk ook de legatus Augustus pro praetore van Hispania Tarraconensis in 1 n.Chr.
In 12 v.Chr. huwde hij Vipsania, dochter van Marcus Vipsanius Agrippa en de ex van Tiberius. Gaius Asinius Gallus ontkende nooit zijn vaderschap over de zoon van Tiberius en Vipsania, Drusus, erfgenaam van 20 tot 23. Hij werd door Augustus op zijn sterfbed, toen deze besprak wie mogelijk een poging zou kunnen of willen doen de macht te grijpen, omschreven als "verlangend en onbeduidend". Dit alles en zijn scherpe tong maakte hem een vijand van Tiberius. Hij vervolgde de weduwe van Germanicus, Agrippina maior, voor het gerecht.
Hij werd uiteindelijk beschuldigd van verraad - als aanhanger van de praefectus praetori Lucius Aelius Seianus - in 30, en, volgens Tacitus, opgesloten door Tiberius waar hij verhongerde tot de dood in 33.